# Franck Piccard
Franck Piccard, francoski alpski smučar, * 17. september 1965, Les Saisies, Francija.
Piccard je v svoji karieri štirikrat nastopil na zimskih olimpijskih igrah, v letih  1984 v Sarajevu, 1988 v Calgaryju, 1992 v Albertvillu in 1994 v Lillehammerju, po trikrat v smuku, superveleslalomu in veleslalomu ter enkrat v kombinaciji. Na igrah leta 1988 je postal olimpijski prvak v superveleslalomu in bronast v smuku, leta 1992 pa je osvojil še naslov olimpijskega podprvaka v smuku. Na Svetovnem prvenstvu 1991 v Saalbachu je osvojil bronasto medaljo v superveleslalomu. V svetovnem pokalu je med letoma 1988 in 1993 dosegel štiri zmage, dve v superveleslalomu ter po eno v smuku in veleslalomu.
Njegovi sorojenci Leila Piccard, Ian Piccard, Ted Piccard in Jeff Piccard so bili prav tako alpski smučarji.

## Zmago v svetovnem pokalu
| Datum            | Prizorišče   | Disciplina      |
| ---------------- | ------------ | --------------- |
| 13. marec 1988   | Beaver Creek | Superveleslalom |
| 11. januar 1990  | Schladming   | Smuk            |
| 2. december 1990 | Valloire     | Superveleslalom |
| 30. oktober 1993 | Sölden       | Veleslalom      |